# T-ara Japan Tour 2013: Treasure Box
T-ara Japan Tour 2013: Treasure Box là chuyến lưu diễn thứ 2 tại Nhật Bản của nhóm nhạc nữ T-ara (Hàn Quốc), hỗ trợ cho album tiếng Nhật thứ hai của họ: Treasure Box (2013). Tour diễn bắt đầu vào ngày 4 tháng 9 năm 2013, tại Fukuoka Sun Palace, Nhật Bản và kết thúc vào ngày 27 tháng 9 tại Nippon Budokan ở Tokyo, Nhật Bản.

## Danh sách bài hát

### Regular Setlist
1. ~OPENING VTR~
2. TARGET
3. Apple is A (Japanese ver.)
4. yayaya (Japanese ver.)
5. Bo Peep Bo Peep (Japanese ver.)
6. ~MC~
7. ~VTR~
8. Ai no Uta (愛の詩; Love Poem) (So Yeon solo)
9. Shabondama no Yukue (シャボン玉のゆくえ; Bubble's Whereabouts) (Boram, Qri Unit)
10. Dangerous Love (Ji Yeon, Eun Jung, Hyo Min Unit)
11. Kaze no You ni (風のように; Like The Wind) (QBS)
12. ~VTR~
13. Bunny Style! (バニスタ！)
14. Wae Ireoni (ウェイロニ)
15. Sexy Love (Japanese ver.)
16. Daijobu (大丈夫; I'm Okay)
17. Hajimete no You ni (Japanese ver.) (初めてのように; Like The First Time)
18. Cry Cry (Japanese ver.)
19. ~MC~
20. ~VTR~
21. Do We Do We (Qri solo)
22. Two As One (Eun Jung solo)
23. Beautiful Sniper
24. LOVE ME! ~Anata no Sei de Kurui Sou (Japanese ver.) (あなたのせいで狂いそう; Because You're So Crazy)
25. T.T.L (Remix Dance Ver.)
26. Lovey-Dovey (Japanese ver.)
27. ~MC~
28. ~VTR~
29. Encore
  1. DAY BY DAY (Japanese ver.)
  2. Roly-Poly
  3. Bye Bye (Japanese ver.)

### Tokyo 26th Setlist
1. ~OPENING VTR~
2. TARGET
3. Apple is A (Japanese ver.)
4. yayaya (Japanese ver.)
5. ~MC~
6. DAY BY DAY (Japanese ver.)
7. Ai no Uta (愛の詩; Love Poem) (So Yeon solo)
8. Shabondama no Yukue (シャボン玉のゆくえ; Bubble's Whereabouts) (Boram, Qri Unit)
9. Dangerous Love (Ji Yeon, Eun Jung, Hyo Min Unit)
10. Kaze no You ni (風のように; Like The Wind) (QBS)
11. Bunny Style! (バニスタ！)
12. Wae Ireoni (ウェイロニ)
13. Sexy Love (Japanese ver.)
14. ~MC~
15. Daijobu (大丈夫; I'm Okay)
16. Hajimete no You ni (Japanese ver.) (初めてのように; Like The First Time)
17. Cry Cry (Japanese ver.)
18. Do We Do We (Qri Solo)
19. Sign (So Yeon solo)
20. Maybe Maybe (Boram solo)
21. ~MC~
22. Beautiful Sniper
23. LOVE ME! ~Anata no Sei de Kurui Sou (Japanese ver.) (あなたのせいで狂いそう; Because You're So Crazy)
24. T.T.L (Remix Dance Ver.)
25. Lovey-Dovey (Japanese ver.)
26. Encore
  1. ~VTR~
  2. Bo Peep Bo Peep (Japanese ver.)
  3. ~MC~
  4. Roly-Poly
  5. Bye Bye (Japanese ver.)
  6. ~END MC~

### Tokyo 27th Setlist
1. ~OPENING VTR~
2. TARGET
3. Apple is A (Japanese ver.)
4. yayaya (Japanese ver.)
5. ~MC~
6. DAY BY DAY (Japanese ver.)
7. Ai no Uta (愛の詩; Love Poem) (So Yeon solo)
8. Shabondama no Yukue (シャボン玉のゆくえ; Bubble's Whereabouts) (Boram, Qri Unit)
9. Dangerous Love (Ji Yeon, Eun Jung, Hyo Min Unit)
10. Kaze no You ni (風のように; Like The Wind) (QBS)
11. Bunny Style! (バニスタ！)
12. Wae Ireoni (ウェイロニ)
13. Sexy Love (Japanese ver.)
14. ~MC~
15. Daijobu (大丈夫; I'm Okay)
16. Hajimete no You ni (Japanese ver.) (初めてのように; Like The First Time)
17. Cry Cry (Japanese ver.)
18. Love Suggestion (Hyo Min solo)
19. My Sea (Ji Yeon solo)
20. Two As One (Eun Jung solo)
21. ~MC~
22. Beautiful Sniper
23. LOVE ME! ~Anata no Sei de Kurui Sou (Japanese ver.) (あなたのせいで狂いそう; Because You're So Crazy)
24. T.T.L (Remix Dance Ver.)
25. Lovey-Dovey (Japanese ver.)
26. Encore
  1. ~VTR~
  2. Bo Peep Bo Peep (Japanese ver.)
  3. ~MC~
  4. Roly-Poly
  5. Bye Bye (Japanese ver.)
  6. ~END MC~

- See more at: http://www.generasia.com/wiki/T-ARA_Japan_Tour_2013_~Treasure_Box~#sthash.UlUuLTxh.dpuf

## Ngày lưu diễn
| Ngày                | Thành phố | Quốc gia | Địa điểm                            |
| ------------------- | --------- | -------- | ----------------------------------- |
| 4 tháng 9 năm 2013  | Fukuoka   | Nhật Bản | Fukuoka Sun Palace Hotel and Hall   |
| 5 tháng 9 năm 2013  | Fukuoka   | Nhật Bản | Fukuoka Sun Palace Hotel and Hall   |
| 7 tháng 9 năm 2013  | Kobe      | Nhật Bản | World Memorial Hall                 |
| 8 tháng 9 năm 2013  | Kobe      | Nhật Bản | World Memorial Hall                 |
| 10 tháng 9 năm 2013 | Sapporo   | Nhật Bản | Nitori Cultural Hall                |
| 11 tháng 9 năm 2013 | Sapporo   | Nhật Bản | Nitori Cultural Hall                |
| 15 tháng 9 năm 2013 | Nagoya    | Nhật Bản | Nagoya Congress Center Century Hall |
| 26 tháng 9 năm 2013 | Tokyo     | Nhật Bản | Nippon Budokan                      |
| 27 tháng 9 năm 2013 | Tokyo     | Nhật Bản | Nippon Budokan                      |